# Acuerdo de Sede
Acuerdo de Sede es un convenio celebrado entre una organización internacional y un Estado con el fin de establecer una sede en el territorio de éste. En cuanto convenio, establece derechos y obligaciones a cumplir por las partes. Los organismos internacionales carecen de territorio, dado que la gran mayoría del espacio terrestre se encuentra ocupado por Estados soberanos. Así, estos organismos requieren acordar con una entidad soberana el emplazamiento de sus edificios así como las normas que regirán la actividad de su personal.

## Ejemplos de Acuerdos de Sede
- Acuerdo de Sede entre el gobierno de la República Argentina y la Comisión Técnica Mixta de Salto Grande
- Acuerdo entre el gobierno de la República Argentina y la Oficina Internacional de Epizootias
- Acuerdo entre la Comisión Técnica Mixta del Frente Marítimo y el gobierno de Uruguay